# Mariana Travacio
Mariana Travacio (Rosário, província de Santa Fé, 29 de maio de 1967) é uma escritora e psicóloga argentina.

## Dados biográficos
Aos dois anos de idade, mudou-se com a sua família para São Paulo, no Brasil. Ali realizou os seus estudos primários num liceu em língua francesa. Durante a sua adolescência a sua família mudou-se para a cidade de Buenos Aires, na Argentina. Lá, obteve uma licenciatura em psicologia, pela Universidade de Buenos Aires, onde desempenhou funções como docente na Cátedra de Psicologia Forense. Também realizou um mestrado de Escritura Criativa na Universidade Nacional Três de Fevereiro. Os seus contos têm sido publicados em diversas revistas da Argentina, Uruguai, Brasil, Cuba, Espanha e dos Estados Unidos. Tem recebido numerosos reconhecimentos literários em concursos nacionais e internacionais. É autora dos livros dos relatos "Quotidiano" e "Cinzas de Carnaval", da novela "Como se existisse o perdão", e de um Manual de Psicologia Forense. Tem traduzido obras do português para o espanhol, entre elas, "Arranhando paredes", de Bruno Ribeiro, Editorial Outsider, Buenos Aires, 2015, ISBN 9789873873089.

## Obras publicadas
- "Manual de Psicología Forense" (UBA, Buenos Aires, 1997). ISBN 9789502903446.[4]
- "Cotidiano" (Baltasara Editora, Rosario, 2015). Relatos. ISBN 9789873905032. Publicado em português no ano de 2019, Editora Moinhos, de Belo Horizonte, Brasil, tradução de Bruno Ribeiro. ISBN 9786550260309.[5][6][7][8][9][10]
- "Como si existiese el perdón" (Metalúcida, Buenos Aires, 2016). Novela. ISBN 9789874543776. Esta obra foi seleccionada para integrar o stand da Argentina na Feira do Livro de Fráncfort, na edição de 2018.[11][12][13][14][15]
- "Cenizas de Carnaval" (Tusquets, Buenos Aires, 2018). Relatos. ISBN 9789876705042.[16][17][18]

## Obras colectivas
- "Premios culturales 2014 – Premios literarios" (Universidade de La Laguna, Espanha, 2014).[19]
- "La elección de la víctima y otros cuentos" (2014). ISBN 9789874567406.
- "Naturaleza muerta", antologia de contos (Editorial Pelos de Punta, Buenos Aires, 2016). ISBN 9789874204752.[20]
- "A perpetuidad. Hotel Pinto" (Editorial Casa de gatos, Argentina, 2016). ISBN 9789874548757.
- "Cem anos de Amor, locura y muerte", em língua portuguesa. Bruno Ribeiro e Wander Shirukaya. Editora Moinhos, Brasil, 2017. ISBN 9788592579715.
- "Antología puente Rosario - Madrid" (Baltasara Editora, Rosário, 2018). Relatos. ISBN 9789873905308.[21]
- "Barcelona - Buenos Aires. Once mil kilómetros (Antología)" (Baltasara Editora, Rosário, Argentina, 2019 e Trampa Ediciones, Barcelona, Espanha, 2019). Relatos. ISBN 9789873905360. ISBN 9788494914027.[22][23]